# Amarante (Portogallo)
Amarante (ɐmɐ'ɾɐ̃t(ɨ)) è un comune portoghese di 59 638 abitanti situato nel distretto di Porto. Si tratta di una cittadina in amena posizione sul fiume Tâmega.
La cittadina di Amarante è famosa per le sue specialità culinarie tra le quali i prosciutti secchi affumicati, i suoi salumi ed il suo vinho verde (un vino dolce).

## Monumenti

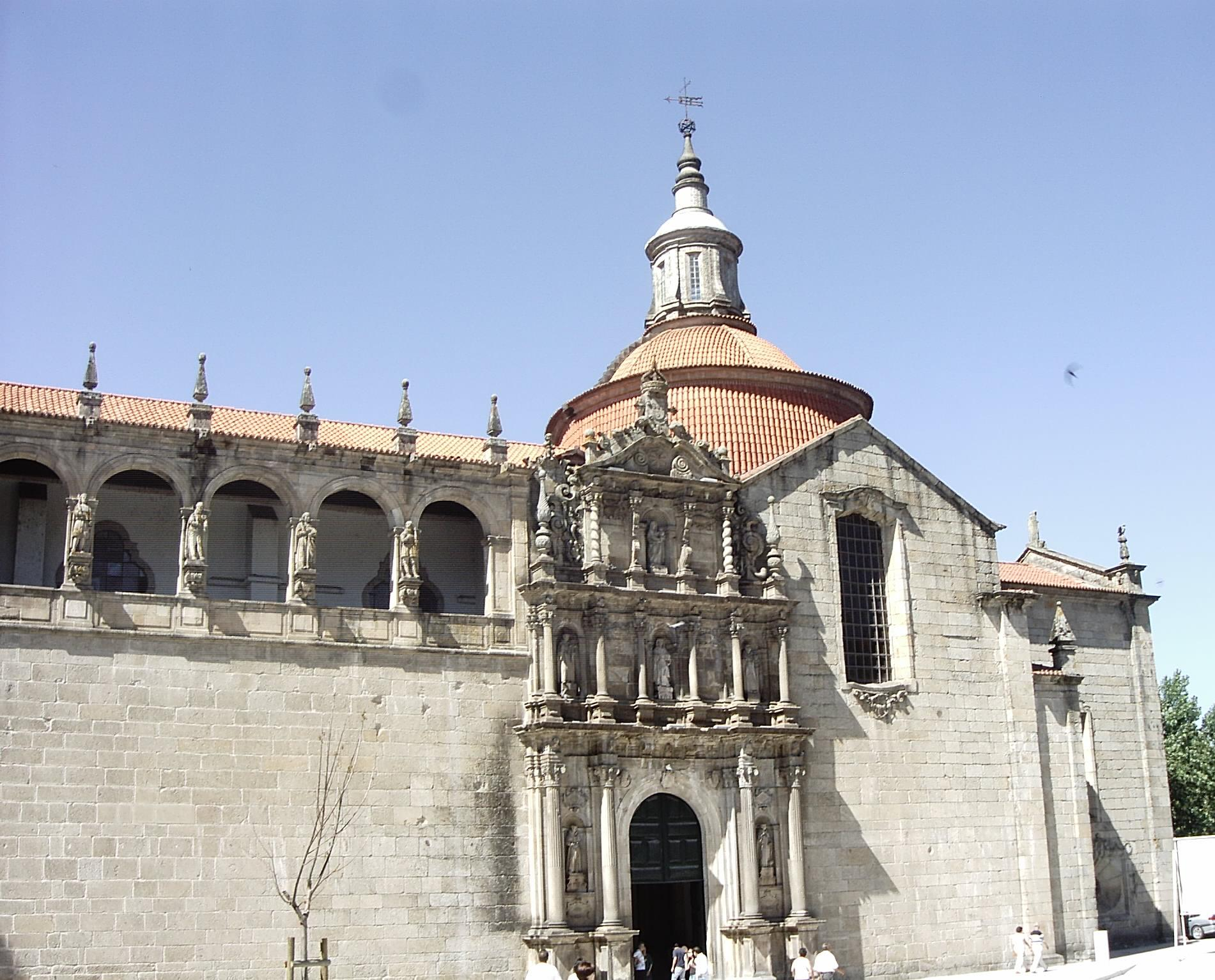
Chiesa conventuale di São Gonçalo

Degno di nota è il convento di São Gonçalo dei secoli XVI-XVII, con una facciata rinascimentale e un loggiato con statue dei re portoghesi. La chiesa del convento ha l'interno rivestito in talha dourada.
Di fianco all'altare maggiore vi è la statua del Santo protettore dei matrimoni secondo la tradizione locale. Nel convento è collocato il "Museo di archeologia, scultura e pittura", contenente in particolare molti dipinti del pittore cubista qui nato Amadeo de Souza Cardoso (1887-1918).
Nei dintorni di Amarante, a 18 km ad ovest, vi è Travanca, con il monastero benedettino di Sâo Salvador, fondato nel secolo XI ed oggi adibito a ospedale.

## Società

### Evoluzione demografica
| Popolazione di Amarante (1801 – 2004) | Popolazione di Amarante (1801 – 2004) | Popolazione di Amarante (1801 – 2004) | Popolazione di Amarante (1801 – 2004) | Popolazione di Amarante (1801 – 2004) | Popolazione di Amarante (1801 – 2004) | Popolazione di Amarante (1801 – 2004) | Popolazione di Amarante (1801 – 2004) | Popolazione di Amarante (1801 – 2004) |
| ------------------------------------- | ------------------------------------- | ------------------------------------- | ------------------------------------- | ------------------------------------- | ------------------------------------- | ------------------------------------- | ------------------------------------- | ------------------------------------- |
| 1801                                  | 1849                                  | 1900                                  | 1930                                  | 1960                                  | 1981                                  | 1991                                  | 2001                                  | 2004                                  |
| 1416                                  | 15918                                 | 32931                                 | 37796                                 | 47823                                 | 54159                                 | 56092                                 | 59638                                 | 61029                                 |

## Suddivisioni amministrative
Dal 2013 il concelho (o município, nel senso di circoscrizione territoriale-amministrativa) di Amarante è suddiviso in 26 freguesias principali (letteralmente, parrocchie).

### Freguesias
1. Aboadela: Aboadela, Sanche, Várzea
2. Amarante (São Gonçalo): Amarante (São Gonçalo), Madalena (Amarante), Cepelos (Amarante), Gatão
3. Bustelo: Bustelo, Carneiro, Carvalho de Rei
4. Figueiró (Santiago): Figueiró (Santiago), Figueiró (Santa Cristina)
5. Freixo de Cima: Freixo de Cima, Freixo de Baixo
6. Olo: Olo, Canadelo
7. Real: Real, Ataíde, Oliveira
8. Vila Garcia: Vila Garcia, Aboim, Chapa
9. Ansiães
10. Candemil
11. Fregim
12. Fridão
13. Gondar
14. Gouveia (São Simão)
15. Jazente
16. Lomba
17. Louredo
18. Lufrei
19. Mancelos
20. Padronelo
21. Rebordelo
22. Salvador do Monte
23. Telões
24. Travanca
25. Vila Caiz
26. Vila Chã do Marão, anteriormente Vila Chão do Marão

## Amministrazione

### Gemellaggi
- Châteauneuf-sur-Loire
- Wiesloch